# 伊州 (渤海国)
伊州，渤海国的东平府所领五州之一，依郭州。
伊州治所在今黑龙江省密山市东南临湖村西废墟，辖境到依兰县附近附近。领县不详，东平府辖五州共十八县。辽朝灭渤海，废伊州，辽太祖迁伊州百姓至今辽宁省新民市至开原市一带。